# Mark Rydell
Pour les articles homonymes, voir Rydell.
Mark Rydell est un acteur, réalisateur et producteur de cinéma américain, né le 23 mars 1929 à New York (États-Unis).

## Biographie
Il commence par des études de cinématographie (Neighborhood Playhouse) puis se consacre durant 5 ans au jazz. Ensuite il choisit sa voie, il monte pour la première fois des spectacles à Broadway et commence à fréquenter l'Actors Studio; par la suite il commence une carrière télévisuelle.
C'est seulement au début de l'année 1956 qu'il incarne son premier rôle dans Face au crime (Don Siegel) où il fait la rencontre de John Cassavetes.
Il aborde ses premières expériences de réalisateur dans des téléfilms dans les années 1960, et c'est seulement en 1968 qu'il réalise son premier long métrage, Le Renard.  Inspiré d'un court roman de D.H. Lawrence, Le Renard met en vedette Sandy Dennis et Keir Dullea et aborde avec discrétion le thème de l'homosexualité, qui est encore relativement tabou à l'époque.  Il  s'ensuit une dizaine d'autres longs métrages, dont Reivers, d'après un roman de William Faulkner et Les Cowboys un western avec John Wayne.
Vers la fin des années 1970, Rydell connaît un bon succès critique et commercial avec The Rose.  Bette Midler, qui tient là son premier grand rôle au cinéma, y incarne une chanteuse populaire dont le destin semble modelé sur celui de Janis Joplin.  The Rose sera en nomination pour plusieurs prix cinématographiques dont quatre Oscars et le César du meilleur film étranger.
Rydell enchaine avec La Maison du lac, une comédie dramatique produite par la compagnie de Jane Fonda qui y joue aux côtés de son père Henry, dont ce sera le dernier rôle.  Gros succès, le film décroche sept nominations aux Oscars, notamment celles du meilleur film.  De plus, pour la seule fois de sa carrière, Rydell se verra en lice pour l'Oscar du meilleur réalisateur.  
Le film suivant de Rydell, La Rivière, sort en 1984 et fait partie d'un mini-cycle de films consacrés aux difficultés du monde agricole, au même titre que Les Saisons du cœur et Les Moissons de la colère. 
Ce n'est que sept ans plus tard que Rydell présente un nouveau film, For the Boys.  Rydell y retrouve sa vedette de The Rose, Bette Midler, qui est également productrice.  Le film, qui décrit la carrière d'un duo d'artistes ayant pour mission de divertir les troupes américaines, ne suscite cependant qu'une réaction mitigée. Suit, en 1994, un remake du film Les Choses de la vie de Claude Sautet sous le titre Intersection.
Dans son métier, il a notamment travaillé avec Woody Allen, Mel Gibson, Richard Gere, John Wayne, Sharon Stone, Sydney Pollack, Henry Fonda, Jane Fonda et Robert Altman.

## Filmographie partielle

### Comme réalisateur
- 1964-1966 : Gunsmoke (série TV)
- 1968 : Le Renard (The Fox) avec Sandy Dennis, Keir Dullea et Anne Heywood
- 1969 : Reivers (The Reivers) avec Steve McQueen, Sharon Farrell, Michael Constantine
- 1972 : Les Cowboys (The Cowboys) avec John Wayne et Bruce Dern
- 1976 : Deux Farfelus à New York (Harry and Walter go to New York) avec James Caan, Elliott Gould et Michael Caine
- 1979 : The Rose avec Bette Midler, Frederic Forrest et Harry Dean Stanton
- 1981 : La Maison du lac (On Golden pond) avec Katharine Hepburn, Henry Fonda et Jane Fonda
- 1984 : La Rivière (The River) avec Mel Gibson, Sissy Spacek et Scott Glenn
- 1991 : For the Boys
- 1994 : Intersection avec Richard Gere, Sharon Stone et Lolita Davidovich
- 1996 : Le Crime du siècle (Crime of the Century) avec Stephen Rea et Isabella Rossellini (film TV)
- 2001 : Il était une fois James Dean (film TV)
- 2006 : Even Money

### Comme acteur
- 1956 : Face au crime (Crime in the Streets) de Don Siegel
- 1960 : Au nom de la loi  (TV) : saison 3 épisode 9 (Le voleur/ Criss-cross) : Tom Adams
- 1973 : Le Privé (The Long Goodbye) de Robert Altman
- 1988 : Le Mot de la fin (Punchline) de David Seltzer
- 1991 : Havana de Sydney Pollack
- 1994 : A Century of Cinema de Caroline Thomas (documentaire)
- 2002 : Hollywood Ending de Woody Allen